# 아벨 아길라르
아벨 에리케 아길라르 타피아스(스페인어: Abel Enrique Aguilar Tapias, 1985년 1월 6일 ~)는 콜롬비아의 전 축구 선수로, 포지션은 미드필더이다.